# Grijpstra en De Gier (film)
Grijpstra en De Gier is een Nederlandse film uit 1979 van Wim Verstappen met in de hoofdrollen Rijk de Gooyer en Rutger Hauer.
Het scenario is gebaseerd op het boek Het lijk in de Haarlemmer Houttuinen  (1975) van Janwillem van de Wetering. De film heeft als internationale en alternatieve titels Fatal Error en Outsider in Amsterdam. Hoewel de kritieken niet altijd gunstig waren, had de film wel succes in de bioscopen.

## Verhaal
In een pand aan de Haarlemmer Houttuinen in Amsterdam wordt Piet Verboom dood aangetroffen. Hij is opgehangen in het pand van de Hindische stichting waarvan hij de eigenaar is. De rechercheurs Henk Grijpstra en Rinus de Gier onderzoeken de zaak en al snel wordt de conclusie getrokken dat het hier moord betreft en geen zelfmoord. 
Ze krijgen hulp van de jonge en ijverige politieman Cardozo die op eigen houtje onderzoek doet en ontdekt dat het pand wordt gebruikt voor de drugshandel. Grijpstra en de Gier spitten verder en komen erachter dat Constanze, de weduwe van Verboom, plotseling over veel geld beschikt. Een andere verdachte is Habberdoedas van Meteren. Deze woont in het pand van de vermoorde Verboom en lijkt ogenschijnlijk niets met de moord van doen te hebben. Vroeger was hij bij de politie op de Nederlandse Antillen en hij heeft als souvenir nog altijd zijn geweer uit die tijd. 
Tegenwoordig is Van Meteren werkzaam bij de Amsterdamse Verkeerspolitie en beschikt over een oude legermotor met zijspan. Terwijl het rechercheduo verder spit krijgen ze te maken met verdere verwikkelingen. Grijpstra is ontdaan over de dood van een meisje dat hij vindt op een woonboot, ze is gestikt in haar eigen braaksel. Gefrustreerd door alle problemen rond de zaak slaat hij haar verslaafde vriend in elkaar omdat deze het meisje in de steek heeft gelaten. Op hetzelfde moment begint De Gier een affaire met de hoofdverdachte, Constanze Verboom. 
Ze moeten op het matje komen bij de commissaris, die vanwege zijn jicht, veel verblijft in een heet bad. Terug op de straat raakt Grijpstra betrokken bij een stukje liefdadigheid van zijn vrouw. Zij heeft zich het lot van een heroïnehoertje aangetrokken en het meisje in huis genomen. Als Grijpstra door zijn vrouw wordt gedwongen om heroïne te scoren voor het kind, wordt hij bedreigd door een dealer met een mes. Grijpstra trekt zijn stiletto en de jongen druipt af. De zaak wordt gecompliceerder als het duo Ringetje en Van Beuzekom verdacht wordt. 
Van Beuzekom is ook de pooier van Ringetje, en Grijpstra vermoedt dat beide mannen in de drugs en achter de moord zitten. Uiteindelijk is het weer Cardozo die het duo de goede richting opstuurt. Het blijkt dat Piet Verboom al dood was, voor hij werd opgehangen. Hij blijkt vergiftigd met een gif waar alleen Habberdoedas van Meteren aan kon komen. De laatste ontsnapt echter op zijn motor en vlucht met zijn zeilboot het IJsselmeer op. Als Grijpstra en de Gier hem willen arresteren schiet hij op hen met zijn oude geweer. Het duo belandt in het water en lijkt ten dode opgeschreven. Met een list weten ze Van Meteren toch te overmeesteren en te arresteren. 

## Rolverdeling

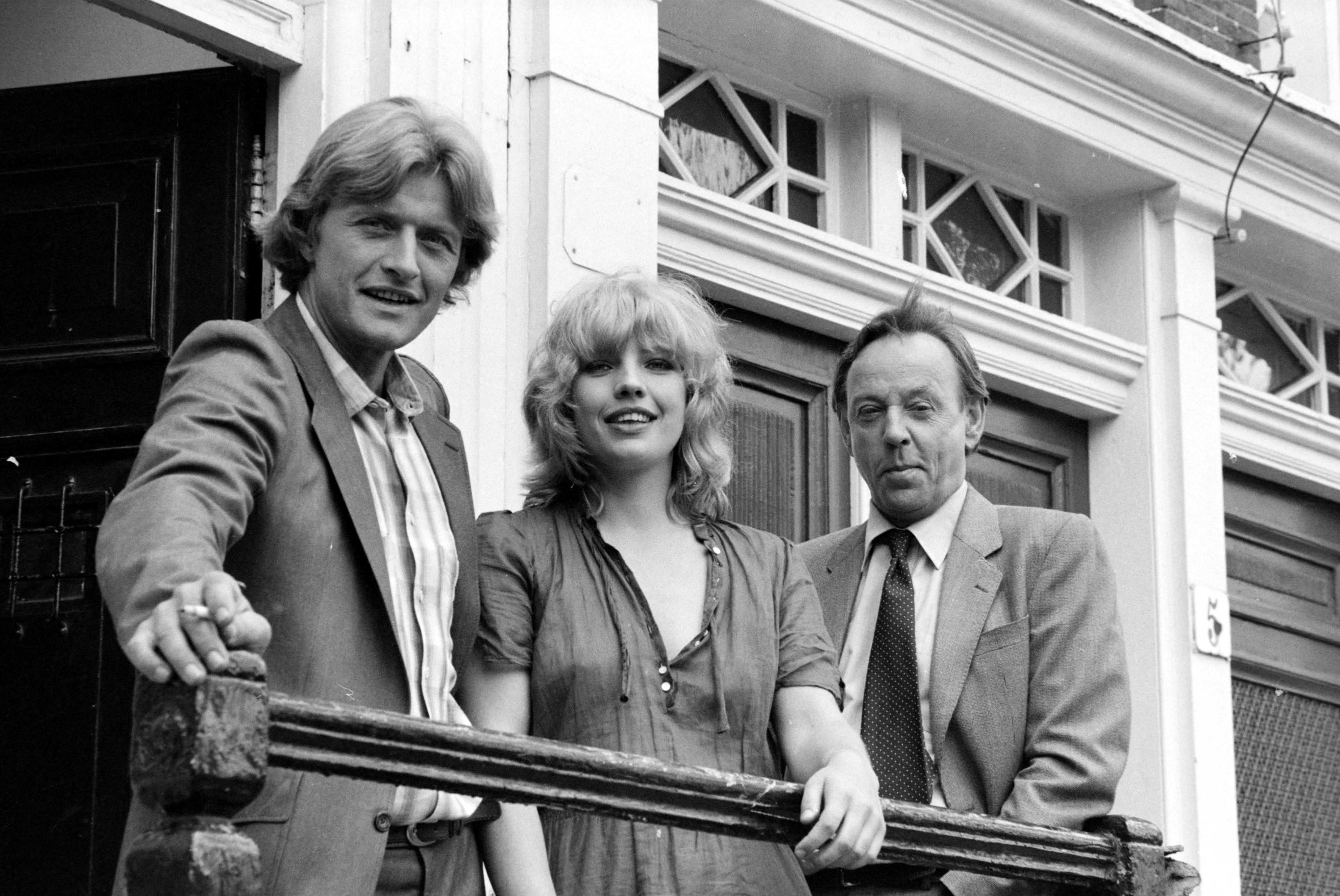
Filmopname Grijpstra en de Gier A'dam, 1979

| Acteur                | Personage                |
| --------------------- | ------------------------ |
| Rijk de Gooyer        | adjudant Henk Grijpstra  |
| Rutger Hauer          | brigadier Rinus de Gier  |
| Frederik de Groot     | agent Simon Cardozo      |
| Jan Retèl             | commissaris              |
| Willeke van Ammelrooy | Constanze                |
| Donald Jones          | Habberdoedas van Meteren |
| Joekie Broedelet      | Miesje Verboom           |
| Marjan Berk           | Mevrouw Grijpstra        |
| Jaap Stobbe           | Kroegbaas van Beuzekom   |
| Olaf Wijnants         | Ringetje                 |
| Willem Bos            | Zoon van Grijpstra       |
| Marina de Graaf       | Helen                    |
| Hilly Ruardy          | Treesje                  |
| Tom van Beek          | hoofdinspecteur          |
| Hans Croiset          | De Kater                 |
| Frans Mulder          | Bart                     |
| Sacco van der Made    | Constanzes vader         |
| Connie Renoir         | Constanzes moeder        |
| Paula Cambach         | Sientje                  |
| Elisa Versluys        | Arts                     |
| Ellen Röhrman         | Dokter                   |
| Johnny Kraaykamp jr.  | jongen met mes           |

## Achtergrond
Het was aanvankelijk de bedoeling dat Paul Verhoeven de film zou regisseren. Er ontstond echter een conflict over het budget en winstverdeling, terwijl Verhoeven ook een hardere film wilde maken. Producent Rob Houwer besloot vervolgens Wim Verstappen te vragen als regisseur. Tv-presentator Willem Ruis wilde graag de rol van De Gier spelen, maar hij was vrijwel de enige die hem daar geschikt voor achtte. Houwer zag het helemaal zitten om een hele serie van films te gaan maken over Grijpstra en de Gier, want schrijver van de Wetering had meerdere verhalen klaarliggen. Echter het botste tussen regisseur Verstappen en Houwer, en de financiering bleef ook een probleem. Er kwam acht jaar later wel een vervolgfilm De Ratelrat, zonder Houwer als producent. Verstappen zelf was niet tevreden over zijn film.

## Scenario
Wim Verstappen en Rob Houwer volgen in hun scenario het boek van Van de Wetering op hoofdlijnen. Er zijn wat verhaallijnen aan toegevoegd zoals het heroïnehoertje en mevrouw Grijpstra, en hier en daar zitten wat platte grappen zoals de beruchte scène waar het personage Ringetje (Olaf Wijnants) een scheet laat en het personage Van Beuzekom (Jaap Stobbe) er zijn aansteker bij houdt. Hieruit ontstaat een steekvlam. Volgens Rijk de Gooyer in de biografie 'Rijk' was dit de reden dat veel mensen naar de bioscoop gingen om de film te zien. Ook veranderden de scenaristen de etnische achtergrond van Habbadoedas van Meteren. In het boek is Van Meteren afkomstig van Nieuw-Guinea en is een Papoea, maar in de film komt hij van de Antillen.

Verstappen en Houwer konden voor het scenario ruim gebruikmaken van het oorspronkelijke boek dat door Van de Wetering zelf doorspekt was met zijn belevenissen uit de tijd dat hij reserveagent was bij de Amsterdamse politie. Ruim tien jaar lang was Van de Wetering in zijn vrije tijd werkzaam bij de politie en een deel van de opgetekende ervaringen zijn gebaseerd op ware gebeurtenissen

## Vervolg
- In 1987 kwam er een vervolg De Ratelrat.
- Precies vijfentwintig jaar na de eerste film kwam er de Grijpstra & De Gier tv serie, uitgezonden op RTL 4 met Jack Wouterse en Roef Ragas in de hoofdrollen.